# Ludwig Alpers
Ludwig Alpers (né le 15 décembre 1866 à Drochtersen et mort le 15 août 1959 à Bremervörde) est un homme politique allemand du DHP.

## Biographie
Il est le fils d'un enseignant. Après avoir étudié l'école élémentaire et du recteur de Drochtersen et la Schürenschule d'Hermannsburg, Alpers, de confession protestante luthérienne, termine le séminaire des enseignants à Stade. À partir de 1887, il est d'abord enseignant à Geestemünde et Lehe et à partir de 1892 à Hambourg . À la fin du XIXe siècle, il est nommé président de l'Association des ouvriers et artisans de Hanovre.

## Parti politique
Alpers est membre et, depuis 1895, le premier président du parti de droite de Hambourg, qui se considère comme le grand fédéraliste allemand (et donc anti-prussien), affilié au parti allemand hanovrien au niveau de l'Empire. Lorsque le DHP est dissous après l'arrivée au pouvoir des nationaux-socialistes, lui et Heinrich Hellwege, Heinrich Langwost (de) et d'autres aident à fonder le mouvement pour la liberté de Basse-Saxe .

## Parlementaire
Après s'être présenté en vain en 1898, 1903 et 1907, Alpers est élu au Reichstag pour la circonscription de Harburg lors de l'élection du Reichstag de 1912 (jusqu'en 1918). En 1919/20, il est membre de l'Assemblée nationale de Weimar. Il est député du Reichstag de 1920 à décembre 1924 et de nouveau de mai 1925 à 1930.

## Honneurs
- 1952: Grand commandeur de l'ordre du Mérite de la République fédérale d'Allemagne